# Mebea Fox
Mebea Fox − lekki plażowo-rekreacyjny pojazd produkowany przez grecki koncern Mebea.